# アクセル・ロウ
アクセル＝ロウ（Axl=Low）は、2D対戦型格闘ゲーム「GUILTY GEARシリーズ」に登場する架空の人物。担当声優は難波圭一。

## 設定
- 現役時はイギリス国内においてそれなりに名が通っていた存在であったギャング出身。お調子者かつ陽気な性格でどんな時も持前の明るさで乗り切る楽天家だが、一方で死の概念を極度に嫌っていて、ギャング時代にスラム街の喧騒を一人の死者も出さずに僅か半年で静めたという逸話を持つ。本人は「3枚目」と称しているが、流行には敏感でお洒落である。
- 20世紀の人間であるが、ある日を境にタイムスリップする体質になってしまう。様々な時代を頻繁に行き来しながら元の世界に戻る方法を探しているが、命がけの闘いへと身を投じて行く。現在もタイムスリップ現象に関する手掛りを徐々に掴みつつある。そうまでして元の時代に執着する理由は、20世紀に置いてけぼりにしている彼女・めぐみの元へ帰るためである。
- なおタイムスリップ現象は、｢自分と同一の存在が、同一の時間軸に存在する｣ことがキーとなって発生する。また、この現象が終わるまで、アクセルは不老のままであるとのこと。また『GG』から『GGX』までは1年も経っていないが、アクセルだけはタイムスリップの影響で3年分の歳月を過ごしている。
- クリフとは過去から付き合いがある。ソルとは、行く先々で出会う（その際に彼の過去を垣間見る）ほどの腐れ縁で、「旦那」と呼んで慕うほどの仲である。また、イノとも面識がある。
- 「あの男」曰く、因果律干渉体と言われている。なお一時的に レイヴンとの関連性を示唆されていたが、現在はゼネラルディレクターの石渡太輔から同一設定を否定したコメントがなされている。
- 銃弾を躱せるほどの身体能力に加えて鎖鎌を自在に使いこなす古武術（ただし、これがテスタメントの嫌っている斉藤流古武術であるかどうかは不明）の使い手。加えて我流で会得した火の法術を組み合わせ、技を強化させている。
- 線の細い外見にもかかわらず、体重が80kg近くあるのは初代の設定を引きずっているため。初代ではその後のシリーズ作品と比べるとがっしりした体躯で描かれていた。『Xrd』でも、ソルほどではないが筋肉質に描かれるようになっている（特に脚部分が顕著）。

名前の由来
ガンズ・アンド・ローゼズのボーカルであるアクセル・ローズから。その彼の容姿も非常によく似ている。

## ストーリー
一言で言えば、20世紀の人間であるアクセルが元の時代へ帰ろうとする話だが、レイヴンの存在や、自身が因果律干渉体である事などがストーリーを複雑な物にしている。
GUILTY GEAR
占い師から、どんな願いでも叶えるという大会の情報を知り出場を決意するが、それがガセであることが分かるとどこかへ姿を消した。
GUILTY GEAR X
自分の体にタイムスリップの原因があると判断したアクセルは、どんな奇病でも治してしまうという名医ファウストを訪ね旅を始めた。しかしタイムスリップの現象が医術と何ら関係ないことが判明し、代わりにアクセルの同一存在が原因であることをファウストから教わる。手掛りを掴みかけたアクセルであったが、再びどこかの時代へ飛ばされてしまった。
GUILTY GEAR XX
「あの男」の影に現状を打開する光明を見出したアクセル。闘いの末にレイヴンと名乗る謎の男と出会い、そこで衝撃的な事実を知ることになる。
GUILTY GEAR Xrd -SIGN-
いくら時間移動を繰り返しても最後に「2192年のバビロン」に戻ってきてしまうようになり、未来へ移動できなくなったことを訝るアクセルは、「第一の男（オリジナル）」を名乗る謎の声に「この先の未来へ移動したければ『あの男』に伝言をしてくれ」と頼まれ、「あの男」を捜している最中にイノと遭遇し、あの男と出会う事になる。
GUILTY GEAR Xrd -REVELATOR-（エピソードモード）
イノが自分の意思である程度自由に時間を移動できることを知ったため、元の世界へ帰る手がかりを探るために彼女を捜索しており、紆余曲折の末イノを発見する。しかしそこに割り入ってきたジャック＝オーにより、自らが因果律干渉体としてタイムトラベルを繰り返すことになった理由を明かされることとなる。
実はアクセルが知っている過去の世界は歴史の改変によって「破棄」されており、奇跡的な確率でイレギュラーな存在であるイノと一致する識別情報を持っていたアクセルのみが、因果律干渉体として「破棄」された世界の情報を持ったまま存在していた。「破棄」された世界は完全に消滅しているわけではないため、アクセルがイノのように因果律干渉体としての能力を使いこなせれば元の世界にアクセスすることは不可能ではないが、その場合元の世界と引き換えに現存している世界が「破棄」されることになるという。

## ゲーム中の性能
鎖鎌による長いリーチで相手を近寄らせない戦いができるキャラクター。長いリーチによって、牽制・対空能力に特に秀でており相手を寄せ付けない。機動力は作中で最もスタンダードなキャラクターの一人であるソル・バッドガイと同程度であり、無敵技や相手の攻撃を受けて返す当て身技などの切り返し技を揃えている。攻撃力も全体的に高めで、中でも壁際で「アクセルボンバー」を何度も叩き込む通称「ボンバーループ」が強力。また、テクニックもさほど難しいものはあまりないため、遠距離主体の通常技に慣れれば、万能で使いやすいキャラクターである。
弱点は、いわゆる弱パンチがないなど、いくら改善されているとはいってもやはり小回りは他キャラクターほど利かず、接近されると脆いこと。また、ガードを崩す能力に不安があり、攻めるよりは対応しながらダメージを取るのが基本戦法である。細かいポイントとして、食らい判定も大きめなので、相手の高威力のコンボが容易に入りやすい。
『ΛC』になってから、通常技の遠距離に攻撃する技が2ヒットするようになり、動きに安定性が増した。

## 技の解説

### 必殺技
鎌閃撃 [GG-] (FRC) （⇒曲鎖撃or旋鎖撃or鬼灯）
鎖鎌を前方に飛ばす技、『XX』以降3ヒットする飛び道具扱いの必殺技。主に連続技に使用。
曲鎖撃 [GGX-]
鎖鎌を上に振り上げる技。「鎌閃撃」で伸ばした鎖鎌を弧を描く軌道で手元に戻す。
旋鎖撃 [GGX-]
鎖鎌を自分の目の前でぐるぐる回す技。下段判定（厳密には上段にも判定はある）、多段ヒット。回転平面は地面に対して垂直。
鬼灯 [STRIVE]
鎖鎌の先端を爆発させる。入力タイミングによって威力が強化される。
弁天刈り [GG-Xrd] (FRC) （⇒追加アクセルボンバー（HS版のみ））
鎖鎌を交差させて斬る技。HS版のみ鎖鎌を斜め上に伸ばす動作が追加され「アクセルボンバー」に派生可能。
技の途中、一瞬だけ弁天の姿が見える。シリーズによって無敵時間が異なるものの主に切り返しに使用。
追加アクセルボンバー [GGX-ΛC]（⇒虚空撃）
爆風を身に纏って飛び上がり、体当たりを決める技。『ΛC』になってからは受身不能時間が非常に長くなり通常の「アクセルボンバー」との違いができた。
羅鐘旋 [GGX-Xrd] （⇒羅鐘旋フェイント）
飛び道具型の必殺技で、青い光を纏った鎖鎌を飛ばすガード不能技。ヒット後は相手を吊るし上げ爆発させる。
羅鐘旋フェイント [ΛC]
名前のとおり「羅鐘旋」のモーションを途中で中断する技。
冬蟷螂（ふゆいもじり） [STRIVE]
鎖鎌を遠距離に飛ばし、その後引き戻すガード不能攻撃。引き戻す性質上、相手との距離が離れているほどヒットまでの時間が速くなり、ヒット時の演出も変化する。
蝸牛（空中可） [STRIVE]
渦状に鎖鎌を回す打撃技。硬直が長く、主に連続技に使用される。
潦（にわたずみ） [STRIVE]
跳びあがり、地上に向けて鎖鎌を振り回す。ガードさせて有利が取れるほど硬直が短い。
アクセルボンバー [GGX-] （空中専用）
『SLASH』までは見た目、性能は『SLASH』時の「追加アクセルボンバー」と同じ。『ΛC』では地面に突っ込んでいくモーションに変更。『SLASH』までのものはフォースブレイク専用技に。
天放石 上段・下段 [GG-Xrd] (FRC)
上段は立ちガード可能技を、下段はしゃがみガード可能技を取るカウンター技。
『GGX』では相手を放り投げるモーションだったが、『XX』以降は自身の着用するバンダナを相手に被せ反撃するモーションに変更。
飛び道具は取れない。
蜂巣箱 [XX-ΛC] （⇒白波の焔）
立ちガード可能な技を取れるカウンター技。飛び道具も取ることが出来る。ガード不能。
雷影鎖撃 [GG-Xrd] (FRC)
S版・HS版の2種類存在する。S版は一定距離をジャンプし相手の背後から攻撃。
HS版は一旦画面外上空にジャンプした後地面に水平に鎖鎌を横回転させながら落ちてくる技。『SLASH』からはHSを押し続けることにより滞空時間を調節できるになった。
虚空撃 [SLASH-ΛC] （空中専用） (FRC)
鎖鎌を9時から1時の方向（右向き時）に反時計回りで回転させる空中必殺技。主に連続技や対空潰しなどに使う。
鷂の構え [Xrd]
鎖鎌をグルグル回しながら構えをとる。上段・中段・下段の3つの派生技を出せる。派生技を合計6回出すか、鷂の構え～解除で構えを解除する。同じ派生技を連続で出そうとすると少し隙ができる。
鷂の構え～上段 [Xrd]
斜め上へ鎖鎌を放つ。
鷂の構え～中段 [Xrd]
真横よりやや斜め上へ鎖鎌を放つ。
鷂の構え～下段 [Xrd]
斜め下に鎖鎌を放つ。立ちガード可能。
鷂の構え～解除 [Xrd]
構えを解除する。
陽舞 [GG]
前方に飛び込みながら鎖鎌を振り下ろす技。名前が付いているのは『GG』までで、以降は唯の通常技。
怒突 [GG，EX]
姿勢を低くして突進する。ダストアタックと同等の効果を持っており、ヒット時はホーミングジャンプに移行できる。

### フォースブレイク
白波の焔 [ΛC]
モーションは覚醒必殺技の時と同じ。鎖鎌を左右に伸ばした後、炎を纏わせて頭上に持っていき爆発させる。
アクセルボンバー [ΛC]
『SLASH』までの「アクセルボンバー」と同じモーション。技後に行動可能。

### 覚醒必殺技
百重鎌焼 [GGX-]
炎を纏った鎖鎌を大きく回転させた後、前方に飛ばす技。無敵時間を利用した割り込みなどに使用。
白波の焔 [XX-SLASH]
「蜂巣箱」からの派生専用覚醒必殺技。相手を上空に浮かした後爆発させる。強力だが発動させた距離によってはフルヒットさせることが出来ない。通常の「蜂巣箱」と違いガード可能。『ΛC』でフォースブレイク専用技に変更された。
鰄夜煌（かいらぎやこう） [Xrd]
光輝く鎖鎌を真横に放ち、相手を引き寄せる。ヒットした相手はよろけるため追撃が狙える。
発生が異常なまでに速く、ガードさせても大幅有利となっている。ただし、相手との間合いが短くなってしまう点には要注意。
ワンヴィジョン [STRIVE]
時間停止攻撃が可能になる。一定時間の経過か時間停止攻撃の発動でこの効果は終了する。
効果中にコマンド再入力で画面全体への攻撃発動（空中可）。ガードされなかった場合は時間が停止、こちらのみが行動可能な状態となる。
コンボの幅が広いロマンキャンセルのようなイメージ。
鷹爪連斬 [EX]
突進した後に連撃を加える乱舞系の覚醒必殺技。技後にダストアタックに移行可能。

### 一撃必殺技
煉獄連斬 [GG]
相手を鎖にまきつけ（簀巻き状態になる）、圧殺する技。26分の1の確率で、炎の雨が降ってくる。
鎌閃奥義・亂髪（みだれがみ） [GGX-ΛC]
発動後、鎖を這わせて作った陣を足元に広げる。ヒット後、画面外から鎖鎌が飛んできて攻撃、最後に無数の鎖鎌によって相手を固定、爆破する一撃必殺技。しゃがみガードでしか防げないが準備・発生共に遅いため（多くの一撃必殺技にも言えるが）実戦で命中させるのは極めて難しい。
鋺烈火 [Xrd]
弁天狩りのモーションで攻撃しヒットすると演出に移行、相手を鎖で簀巻きにした後、爆破する。

## テーマミュージック
- The March Of The Wicked King [GG]
- Make Onesel f[GGX-GGXXΛC]
- A Slow Walker [GGXrd]
- Out of the Box [STRIVE]

## ステージ
- 汽車がある駅の付近 [GG]
- LONDON [GGX-ΛC]
- England：大展望台[ISUKA]
- Edinburgh MagicaPolis [Xrd]
- L'oro Di Illyria [STRIVE]

## その他
- 元は「難波圭一が声を担当したらどのような人物になるか」というイメージを膨らませたキャラクターである。
- タイムスリップは戦いで生じる巨力によっても発生する。この設定は聖騎士団ソルが参戦する呼び水にもなった。
- 『GG』ではチャージによる強化技が無い（テスタメントとジャスティスも無い）。
- 着用している服装のデザインはユニオンジャックを元にしている。初代のバンダナはチューリップ柄だったが、現在は赤がほとんどである。

## 参考資料
- 「ギルティギア コンプリートバイブル」宝島社、1998年 ISBN 978-4-7966-1347-7
- 「ギルティギアゼクス ドラフティングアートワークス」 エンターブレイン、2001年 ISBN 978-4-7577-0301-8
- 「GUILTY GEAR 10th メモリアルブック」エンターブレイン、2009年　ISBN 978-4757748019